# Коло двох
«Коло двох» (англ. Circle of Two) — канадська романтична драма 1980 року; остання режисерська робота відомого нуар—кінорежисера Жуля Дассена за романом Марі-Терези Берд. 
Фільм також поширювався під назвою «Одержимість» (англ. «Obsession»).

## Сюжет
Шістдесятирічний художник Ешлі Сент-Клер (Річард Бартон), який давно втратив інтерес до життя та творчості, знаходить його знову разом з любов'ю до шістнадцятирічної школярки Сари Нортон (Татум О'Ніл). Непересічний, талановитий художник стає першим коханням молодої дівчини. Щоб бути поруч з ним, Сара готова втекти з батьківського дому, не розуміючи, що різниця у віці нездоланна.

## Факти
Сайт «Internet Movie Database» наводить факти, які можуть бути цікавими та надати додаткове уявлення про фільм:
- Фільм знятий протягом 1979 року.
- Роман Марі-Терези Берд «Уроки любові» (англ. Marie-Terese Baird «Lessons in Love») був вперше опублікований 1971 року. Фільм зроблений через вісім років після виходу роману. На грудень 2012 року він був єдиною кінематографічною адаптацією творів Берд.
- Передостанній фільм Річарда Бартона.
- Татум О'Ніл вимушена була протягом всього фільму тримати ноги прикритими через жахливу автомобільну аварію, в яку вона потрапила незадовго до зйомок. Татум отримала опіки другого та третього ступеня.
- У сцені, коли Сара Нортон втікає з навчального закладу та йде до кінотеатру на фільм для дорослих, де вона вперше мимоволі зустрічає художника Ешлі Сент-Клера, в ролі глядачів знялися актори Лі Мейджорс[en] і Райан О'Ніл (батько Татум). Вони не вказані у титрах фільму (англ. uncredited).
- Райан О'Ніл був присутнім на майданчику під час зйомок багатьох сцен, щоб контролювати свою дочку через чутливий матеріал фільму. Зокрема під час зйомок топлес-сцени. На той час Татум було лише 16 років.
- Під час зйомок фільму акторові Річарду Бартону було 53 роки, актрисі Татум О'Ніл — тільки 16 років. Героям, образи яких вони втілювали на екрані, було відповідно 60 років і 16 років. Бартон був на 7 років молодше свого персонажа, в той час як О'Ніл зіграла свого однолітка.
- Улюбленим ТВ-детективом Сари Нортон був лейтенант Коломбо — персонаж Пітера Фалька в однойменному серіалі.
- Останню свою картину художник Ешлі Сент-Клер намалював за десять років до зустрічі з Сарою Нортон, коли його муза пішла від нього.

## Саундтреки
Головною музичною темою фільму є однойменна пісня у виконанні Квітки Цісик (музика — Бернард Гоффер; слова — Стенлі Джей Гельбер). Також були використані твори:
- «Piccolo Concerto» Антоніо Вівальді (соло на флейті-піколо — Роберт Ейткен[en]);
- кантата «Карміна Бурана» Карла Орфа (виконання — The Bishop Strachan School Choir);
- пісня «Happy Birthday to You» (використано з дозволу Birch Tree Group Ltd.).